# Benevento megye
Benevento Olaszország Campania régiójának egyik megyéje. Székhelye Benevento.

## Fekvése

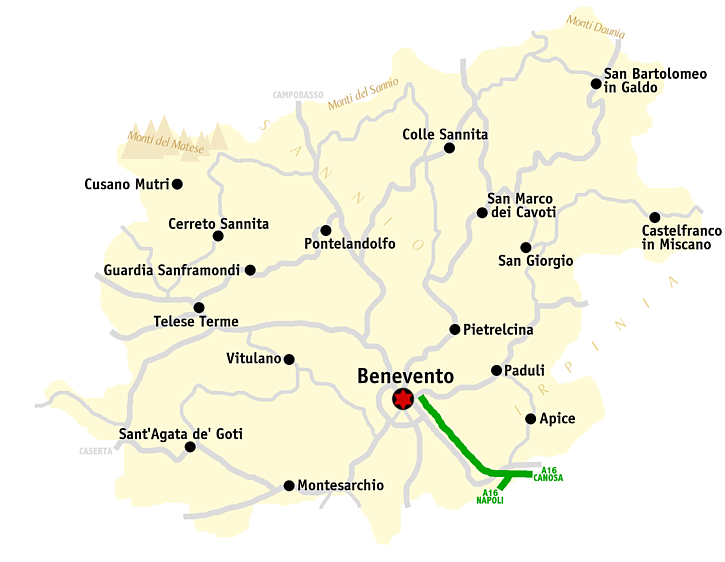
Benevento megye

A megye Campania régió északkeleti részét foglalja el. Északnyugaton Caserta megye határolja, északon Campobasso megye, keleten Foggia megye, délen pedig Avellino és Nápoly megye. A Matese-hegység területén fekszik, nincs kapcsolata tengerrel.
Területét átszeli a Calore Irpino, Ufita és Sabato folyó. Legnagyobb édesvízi tava a Matese-tó. A folyók völgyeit és a hegységek közé beékelődő fennsíkokat mezőgazdasági tevékenységekre használják.
Avellino megyéhez hasonlóan Benevento megye is tektonikailag aktív területen fekszik, emiatt gyakori a földrengés.
Mivel területének nagy része hegy- és dombvidéken fekszik, az éghajlata mérsékeltebb, mint Campania tengerparti területeié.

## Fő látnivalók
- Benevento római kori emlékei (diadalív, színház, kőhíd stb.)
- Airola óvárosa
- Telese Terme gyógyfürdői

## Községei(comuni)
| Airola                      | Cautano                  | Molinara                    | San Lorenzello          |
| Amorosi                     | Ceppaloni                | Montefalcone di Val Fortore | San Lorenzo Maggiore    |
| Apice                       | Cerreto Sannita          | Montesarchio                | San Lupo                |
| Apollosa                    | Circello                 | Morcone                     | San Marco dei Cavoti    |
| Arpaia                      | Colle Sannita            | Paduli                      | San Martino Sannita     |
| Arpaise                     | Cusano Mutri             | Pago Veiano                 | San Nazzaro             |
| Baselice                    | Dugenta                  | Pannarano                   | San Nicola Manfredi     |
| Benevento                   | Durazzano                | Paolisi                     | San Salvatore Telesino  |
| Bonea                       | Faicchio                 | Paupisi                     | Santa Croce del Sannio  |
| Bucciano                    | Foglianise               | Pesco Sannita               | Sant’Agata de’ Goti     |
| Buonalbergo                 | Foiano di Val Fortore    | Pietraroja                  | Sant’Angelo a Cupolo    |
| Calvi                       | Forchia                  | Pietrelcina                 | Sant’Arcangelo Trimonte |
| Campolattaro                | Fragneto l’Abate         | Ponte                       | Sassinoro               |
| Campoli del Monte Taburno   | Fragneto Monforte        | Pontelandolfo               | Solopaca                |
| Casalduni                   | Frasso Telesino          | Puglianello                 | Telese Terme            |
| Castelfranco in Miscano     | Ginestra degli Schiavoni | Reino                       | Tocco Caudio            |
| Castelpagano                | Guardia Sanframondi      | San Bartolomeo in Galdo     | Torrecuso               |
| Castelpoto                  | Limatola                 | San Giorgio del Sannio      | Vitulano                |
| Castelvenere                | Melizzano                | San Giorgio La Molara       |                         |
| Castelvetere in Val Fortore | Moiano                   | San Leucio del Sannio       |                         |